# Ron Grainer
Ronald Erle « Ron » Grainer, né le 11 août 1922 à Atherton (Australie) et mort le 21 février 1981 à Cuckfield (Royaume-Uni), est un compositeur australien.
Il est principalement connu pour avoir composé la musique de deux génériques de séries culte : Le Prisonnier et Doctor Who.

## Mort
Il meurt d'un cancer le 21 février 1981 à 58 ans.

## Filmographie

### Télévision

#### Téléfilms
- 1959 : Before the Sun Goes Down
- 1962 : The Offer
- 1965 : The Legend of Young Dick Turpin de James Neilson
- 1969 : Destiny of a Spy
- 1971 : Thief
- 1973 : And No One Could Save Her
- 1974 : Mousey
- 1977 : The Black Knight
- 1977 : A House Full of Men
- 1979 : Rebecca
- 1979 : Malice Aforethought

#### Séries télévisées
- 1959 : The Men from Room 13
- 1960 : It's a Square World
- 1960 : Maigret
- 1962 : Oliver Twist (feuilleton)
- 1962 : The Six Proud Walkers
- 1962 : The Old Curiosity Shop (feuilleton)
- 1963 : Doctor Who (Doctor Who)
- 1964 : Not So Much a Programme, More a Way of Life
- 1965 : The Flying Swan
- 1966 : L'Homme à la valise
- 1967 : The Reluctant Romeo
- 1967 : Le Prisonnier (The Prisoner)
- 1970 : For the Love of Ada
- 1971 : The Trouble with Lilian
- 1972 : The Train Now Standing
- 1974 : South Riding
- 1975 : Kim & Co.
- 1978 : Born and Bred
- 1978 : Rachel in Danger
- 1978 : Edward & Mrs. Simpson (feuilleton)
- 1979 : The Gate of Eden (feuilleton)
- 1979 : Shelley
- 1980 : A Question of Guilt
- 1981 : It Takes a Worried Man
- 1982 : Saturday Night Thriller

### Cinéma
- 1961 : Terminus
- 1962 : Live Now - Pay Later
- 1962 : We Joined the Navy
- 1962 : Un amour pas comme les autres (A Kind of Loving)
- 1962 : Some People (en)
- 1962 : Le Défenseur ingénu (The Dock Brief)
- 1962 : La Blonde de la station 6 (Station Six-Sahara)
- 1963 : La Souris sur la Lune (The Mouse on the Moon)
- 1963 : Home-Made Car
- 1963 : Le Concierge (The Caretaker)
- 1964 : La Force des ténèbres (Night Must Fall), de Karel Reisz
- 1964 : La Baie aux émeraudes (The Moon-Spinners)
- 1964 : Tout ou rien (Nothing But the Best)
- 1964 : La Vie extraordinaire de Winston Churchill (The Finest Hours)
- 1967 : Les Anges aux poings serrés (To Sir, with Love)
- 1968 : Trio d'escrocs (Only When I Larf)
- 1969 : Assassinats en tous genres (The Assassination Bureau)
- 1969 : Avant que vienne l'hiver
- 1969 : Lock Up Your Daughters!
- 1969 : À la recherche de Grégory (In Search of Gregory)
- 1970 : In Search of Oregon
- 1970 : Hoffman
- 1971 : Le Survivant (The Omega Man)
- 1972 : Mutiny On the Buses
- 1973 : Yellow Dog
- 1975 : Evil Baby (I Don't Want to Be Born)
- 1976 : One Away
- 1976 : The Bawdy Adventures of Tom Jones
- 1980 : Never Never Land
- 1991 : 'Doctor Who': The Tom Baker Years (vidéo)
- 1992 : Cybermen: The Early Years (vidéo)